# Flandres Zelandesa

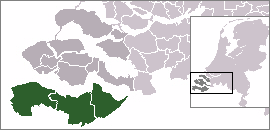
Localização da Flandres zelandesa n província da Zelândia, Países Baixos.

Bandeira da Flandres zelandesa.

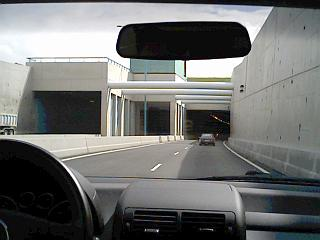
O Westerscheldetunnel.

A Flandres zelandesa (em neerlandês:  Zeeuws-Vlaanderen) é a parte da província da Zelândia, nos Países Baixos, que se encontra na margem meridional do rio Escalda.
Esta região está culturalmente mais próxima da Flandres belga, e o dialeto do neerlandês que falam os seus habitantes é mais semelhante ao de Gante (gantês) que aos outros dialetos falados nos Países Baixos.
A região, cuja atividade económica é bem desenvolvida, conta com uma agricultura intensiva, algumas zonas industriais e uma atividade turística na sua costa do mar do Norte e cidades históricas.
É formada por três municípios: Sluis (ou Esclusa), a oeste; Terneuzen, no centro e Hulst, no leste. O centro urbano principal é Terneuzen, cidade portuária e com importantes instalações industriais.
O território esteve até 14 de março de 2003 unido ao resto dos Países Baixos unicamente por via fluvial, mediante os serviços do Provinciale Stoombootdiensten in Zeeland (Serviço provincial de barcos de vapor da Zelândia) ou, por via terrestre, mediante uma volta via Bélgica. Nessa data foi inaugurado o Túnel do Escalda ocidental (Westerscheldetunnel), que une Terneuse ao Ellewoutsdijk (Zuid-Beveland), e que constitui atualmente a ligação principal entre a Flandres zelandesa e o resto da província.

## Alguns flamengos zelandeses famosos
| - Lodewijk van den Berg, astronauta naturalizado americano, n. 1932 - Willem Beukelszoon (?-1396), pescador - Emile Buysse (1910-1987), escritor - Honoré Colsen (1885-1980), político - Dick Dees, político, n. 1944 - Jan Gerard van Deinse (1841-1908), político - Frans Dieleman (1942-2005), geógrafo - Johan Hendrik van Dale (1828-1872), lexicógrafo - Thea Fierens política, n. 1950 - Jacques Hamelink escritor, n. 1939 - Willem van Hanegem futebolista, n. 1944 - Gert de Meijer (1953-2006), guitarrista | - José de Meijer (1915-200), político - Guido Metsers pintor e escultor, n. 1940 - Hugo Metsers II ator, n. 1943 - Theofiel Middelkamp (1914-2005), ciclista - Jacques de Milliano, médico e político, n. 1955 - Jos de Mul, filósofo, n. 1956 - Roelof Nelissen, político, n. 1931 - Jos de Putter, realizador, n. 1959 - Ad Verbrugge, filósofo, n. 1967 - Annelies Verstand, política, n. 1949 - Herman Wijffels economista e político, n. 1942 |